# When Doves Cry
When Doves Cry («Коли голуби плачуть») — пісня американського музиканта Прінса (Prince), сингл з його альбому 1984 року Purple Rain. Це був світовий хіт і перший американський сингл Принса, який очолював чарт 5 тижнів. За версією[уточнити] журналу Billboard, це був найбільш продаваний сингл року.
Пісня «When Doves Cry» у виконанні Прінса і групи The Revolution входить до складеного Залою слави рок-н-ролу списку 500 Songs That Shaped Rock and Roll.

## Пісня

### Вплив
Пісня очолювала чарт США 5 тижнів, з 7 липня 1984 року по 4 серпня 1984 року. «When Doves Cry» був обраний кращим синглом року на The Village Voice Pazz & Jop critics' poll. Журнал Billboard помістив пісню на 1-й рядок у рейтингу найкращих синглів року, хоча в рейтингу American Top 40 пісня Принса посіла 2-ге місце. Причина цього була в тому, що в цьому році при складанні рейтингу American Top 40 не враховувалися дані з Billboard. На стороні B була представлена пісня «17 Days», яка спочатку призначалася для створеного Прінсом жіночого тріо Apollonia 6 і мала з'явитися на альбомі з назвою тріо. 12-дюймовий сингл, виданий у Великій Британії, включав альбомний трек «17 Days» і два треки з попереднього альбому Прінса 1999: титульний трек і пісню «D.M.S.R.».

### Структура пісні
Прінс записав «When Doves Cry» після того, як всі інші треки для альбому «Purple Rain» були вже зроблені. Прінс не тільки заспівав, а й зіграв всі інструментальні партії для пісні. Структура пісні незвична — відсутність баса нехарактерно для танцювальної композиції. Прінс говорив, що в первісній версії був бас, але він вирішив, що в такому вигляді пісня виглядає неоригінально. Під час живого виступу в рамках туру «Purple Rain», Марк Браун, басист Прінса, додав бас-гітару до цієї пісні і іншим пісням, в яких вона спочатку не використовувалася. Пісня починається з гітарного соло і драм-машини, а потім продовжується гуттуральним вокалом Прінса. Далі, після куплету, звучить більш тривале гітарне і синтезаторне соло. Закінчується пісня іншим синтезаторним соло.

### Визнання
«When Doves Cry» одна з найхарактерніших пісень Прінса. Журнал Spin поставив пісню на 6-ту сходинку найкращих пісень усіх часів. Rolling Stone включив «When Doves Cry» до свого списку «500 найкращих пісень усіх часів», поставивши її на 52-гу позицію. У 2006 році телеканал VH1, в програмі «The 100 Greatest Songs of the '80s», присудив пісні Прінса 5-те місце. 13 жовтня 2008 року Австралійський VH1 поставив пісню на 2-ге місце в програмі «Top 10 Number One Pop Songs countdown».

### Відеокліп
Реліз відеокліпу, який зрежисерував сам Прінс, відбувся в червні 1984 року. Відео починається польотом білих голубів, що з'являються з-за дверей, а потім показують Прінса у ванній. Відео включає сцену з фільму «Пурпурний дощ», яка складається з короткого виступу групи The Revolution, що співає і танцює в білій кімнаті. Фінальна частина відео включає дзеркальне відображення лівої частини картини, що створює ефект дублювання. Відеокліп був номінований за найкращу хореографію в 1985 році на премії MTV Video Music Awards. Відео викликало суперечки серед керівників ТВ-каналів, деякі з яких вважали, що сексуальний характер відео був занадто відвертий для телебачення.

## Кавер-версії
- Ірландський музикант Дем'єн Райс записав акустичну версію пісні Прінса.
- Британська вокальна група The Flying Pickets, що працює в жанрі а капела, включила кавер-версію «When Doves Cry» у свій альбом 1994 року англ. The Original Flying Pickets: Volume 1
- Патті Сміт записала кавер-версію пісні для свого збірника «Land» (1975—2002).
- Сербська рок-група Night Shift[sr] включила свою версію пісні у свій дебютний альбом «Undercovers».
- Переможець першого сезону австралійської версії програми англ. Australian Idol Гай Себастіан виступив з цією піснею в програмі, а пізніше включив її у свій дебютний альбом «Just As I Am».
- Канадська група The Be Good Tanyas[en] представила «When Doves Cry» на своєму альбомі «Hello Love» (2006).
- Кавер-версія американської групи The Twilight Singers була включена в триб'ют 2009 року — Purplish Rain. Пісня була розміщена для вільного скачування журналом Spin.
- Британська група Razorlight включила пісню в якості бі-сайда до синглу «I Can not Stop This Feeling I've Got».
- Композиція була виконана Патріком Вулфом в програмі британського телеканалу Channel 4 англ. The Charlotte Church Show
- Британський співак Алекс Клар включив кавер-версію пісні у свій альбом The Lateness Of The Hour в 2011 році.

## Використання в кінематографі
- Версія пісні у виконанні Квіндона Тарвера[en] (за участю хору) звучала в сцені весілля у фільмі База Лурмана «Ромео+Джульєтта».
- У 2003 році версія Патті Сміт була використана у фільмі «Труднощі перекладу».